# Leonardo Cattaneo della Volta
Pour les articles homonymes, voir Cattaneo.
Leonardo Cattaneo della Volta a été le 52e doge de Gênes du 4 janvier 1541 au 4 janvier 1543.